# Береговое (Теренкольский район)
Береговое (каз. Береговое) — село в Теренкольском районе Павлодарской области Казахстана. Расположено в 125 км к северо-западу от областного центра — Павлодара и в 18 км к северо-западу от районного центра — села Теренколь. Административный центр сельского округа Береговой. Код КАТО — 554835100.
Село было центральной усадьбой бывшего молочного совхоза «Береговой», который в 1942 году отделился от совхоза «Октябрьский».

## Население
В 1985 году в селе проживало 1778 человек. В 1999 году население села составляло 1324 человека (638 мужчин и 686 женщин). По данным переписи 2009 года, в селе проживало 1096 человек (538 мужчин и 558 женщин).